# Grassalco
Grassalco N.V., voluit Grasshopper Aluminium Company, is een Surinaams mijnbouwbedrijf. Het is staatseigendom en werd opgericht in 1971. Het heeft als hoofddoel om mineralen en ertsen uit de bodem te winnen, en exploiteert goud- en steengroeves. In de jaren 2010 werd uitgebreid naar de kweek van sierplanten.

## Geschiedenis en achtergrond
Grassalco werd in 1971 opgericht om de bauxietvoorraden te ontginnen in de regio Bakhuis in westelijk Suriname. Deze voorraden werden aan het begin van de jaren 1960 ontdekt door de Geologisch Mijnbouwkundige Dienst en het ministerie van Natuurlijke Hulpbronnen. In 1976 liep een joint venture met Reynolds op niets uit. In dat jaar startte niettemin de aanleg van een spoorlijn van Apoera naar het bauxietgebied. Vervolgens concludeerde Billiton in een onderzoek (1977-1979) dat de exploitatie onvoldoende groot kon worden voor de wereldmarkt. Nadat nog andere mogelijkheden onderzocht werden, beëindigde de overheid het project in 1982.
Daarnaast nam Grassalco in West-Suriname een steengroeve over, waaruit het producten produceert als gebroken steen. Deze was goed voor bijna een half miljoen kubieke steenbrokken waarvan een deel werd gebruikt voor de aanleg van de spoorlijn, die later overigens ongebruikt achter bleef. Daarnaast werd een deel gebruikt voor het onderhoud van de haven van Apoera.
Met Placer Gold werd een joint venture aangegaan om naar goud te zoeken in het district Rosebel in Brokopondo. Van 1983 tot 1986 deed het dit onderzoek zelfstandig. In een samenwerkingsverband met de Surinaamse overheid en het Canadese Cambior werd het eigendom overgedragen naar het werkbedrijf Rosebel Gold Mines. De Rosebel-goudmijn groeide uit tot de grootste goudproducent voor het Canadese Iamgold. De jaarproductie is zo'n 300.000 ounces per jaar en de reserves worden getaxeerd op 4 miljoen ounces.
Daarnaast werd nog een groeve geopend in de buurt van Kamp 52 en werd nog vergeefs gezocht naar goud in het noorden van Benzdorp. Ook nam het de afgraving van natuurlijk steen op zich in Patamacca.
Onder leiding van de latere minister Sergio Akiemboto ontwikkelde Grassalco in de jaren 2010 een nieuwe tak met InVitroPlants. Hiermee wil het bedrijf sierplanten kweken en naar onder andere Nederland exporteren.

## Activiteiten
In 2016 werkten er gemiddeld 133 personen voor het bedrijf. De omzet bedroeg 32 miljoen Surinaamse dollar, waarvan driekwart werd gerealiseerd met de verkoop van steenslag en de rest was hoofdzakelijk goud. Het ruwgoud wordt verkregen van Rosebel en dit wordt vervolgens naar de Royal Canadian Mint verstuurd waar het wordt verwerkt tot 99,99% zuiver goud. Hierbij komt het bijproduct zilver vrij.
De belangrijkste opbrengsten zijn de royalty’s die voortvloeien uit de Delfstoffenovereenkomst met IamGold. Deze worden voor 80% direct doorgesluisd naar de overheid, waarna 20% resteert voor het bedrijf. Dit is veruit de belangrijkste bron van inkomsten van Grassalco en de hoogte hiervan fluctueert met de hoeveelheid gewonnen goud en de goudprijs op de wereldmarkt.
Sinds mei 2025 heeft Grassalco een saleskantoor in Guyana met de naam Guysure Aggregate & Sands Inc. Deze dochteronderneming is bedoeld om de export van steenslag te bevorderen. Het nieuwe bedrijf levert werkgelegenheid op voor vijftig medewerkers.